# Alma Guillermoprieto
 (août 2020).
Alma Guillermoprieto (née le 27 mai 1949) est une journaliste mexicaine qui  écrit principalement sur l'Amérique latine pour la presse britannique et américaine. Ses écrits sont également largement diffusés dans le monde hispanophone[réf. nécessaire].

## Biographie
Alma Guillermoprieto est née et a grandi à Mexico. À l'adolescence, elle déménage à New York avec sa mère et étudie la danse moderne pendant plusieurs années. De 1962 à 1973, elle est danseuse professionnelle.
Son premier livre, Samba (1990), fait le récit d'une saison étudiante dans une école de samba à Rio de Janeiro.
Au milieu des années 1970, elle entame sa carrière en tant que journaliste pour The Guardian, avant de rejoindre The Washington Post. En janvier 1982, Guillermoprieto, alors basée à Mexico, est l'une[réf. nécessaire] des deux journalistes (l'autre étant Raymond Bonner du New York Times) qui révèlent l'histoire du massacre d'El Mozote dans lequel quelque 900 villageois d'El Mozote, au Salvador, ont été massacrés par l'armée salvadorienne en décembre 1981.
Avec de grandes difficultés et au risque de sa vie, elle est introduite clandestinement par des rebelles du FMLN pour visiter le site environ un mois après le massacre. Lorsque l'histoire est publiée simultanément dans le Post et le Times le 27 janvier 1982, elle est rejetée comme propagande par l'administration Reagan.
Par la suite, cependant, les détails du massacre tels que rapportés pour la première fois par Guillermoprieto et Bonner sont vérifiés, avec des larges répercussions.
Pendant une grande partie de la décennie suivante, Guillermoprieto est chef de bureau d' Amérique du Sud pour Newsweek.
Guillermoprieto remporte la bourse de journalisme Alicia Patterson, en 1985, qui lui permet d'enquêter et d'écrire sur les changements dans la vie rurale sous les politiques de la Communauté économique européenne.
Au cours des années 1990, elle est journaliste indépendante, produisant de longs articles approfondis sur la culture et la politique latino-américaine pour The New Yorker, et The New York Review of Books, y dont certains articles exceptionnels sur la Guerre civile colombienne, Sentier lumineux pendant le conflit interne au Pérou, après la « sale guerre » en Argentine et après le Nicaragua sandiniste. Celles-ci sont regroupées dans le livre The Heart That Bleeds (1994), maintenant considéré comme un portrait classique de la politique et de la culture de l'Amérique latine pendant la « décennie perdue » (publié en espagnol sous le titre Al pie de un volcán te escribo — Crónicas latinoamericanas en 1995).
En 1993, elle publie un article dans le New Yorker sur Pablo Escobar ; cet article, « Exit El Patron », est référencé dans la série Netflix Narcos.
En avril 1995, à la demande de Gabriel García Márquez[réf. nécessaire], Guillermoprieto prononce le discours inaugural de la Fundación para un Nuevo Periodismo Iberoamericano, un institut de promotion du journalisme créé par García Márquez à Carthagène des Indes, en Colombie. Elle a depuis organisé sept ateliers pour les jeunes journalistes à travers le continent.
Cette même année, Guillermoprieto reçoit également la bourse MacArthur.
Une deuxième anthologie d'articles, Looking for History, est publiée en 2001 et remporte un prix George Polk. Elle publie également une collection d'articles en espagnol sur la crise mexicaine, El año en que no fuimos felices.
En 2004, Guillermoprieto publie un mémoire, La Révolution, la danse et moi, portant sur l'année passée à Cuba au début de la vingtaine, en 1970, en tant qu'enseignante de danse contemporaine, sur proposition de Merce Cunningham, auprès d'Elfriede Mahler (1917-1998). Un extrait de celui-ci est publié en 2003 dans The New Yorker. À l'automne 2008, elle rejoint à la faculté du Center for Latin American Studies de l'Université de Chicago en tant que professeur invité Tinker.
En 2018, elle remporte le Prix Princesse des Asturies (Communications et Humanités), le prix le plus prestigieux d'Espagne pour les auteurs.